# كاظم حسن
كاظم حسن (من مواليد 9 فبراير 1961) هو مبارز كويتي سابق. شارك في منافسات الفردي والفرق لسلاح الشيش في الألعاب الأولمبية الصيفية 1980 والألعاب الأولمبية الصيفية 1984، وحقق سجلًا قدره 4 انتصارات مقابل 40 خسارة.